# Marc Parés Franzi
Marc Parés Franzi (Barcelona, 24 de febrero de 1979) es un político y geógrafo español, profesor en la Universidad Autónoma de Barcelona, y, desde abril de 2019, diputado de la xii legislatura del Parlamento de Cataluña dentro del Grupo Parlamentario de Catalunya en Comú-Podem.

## Experiencia política
Entre 2003 y 2007 fue concejal delegado de Medio Ambiente y Participación en el Ayuntamiento de Figaró-Montmany, un pequeño municipio de la provincia de Barcelona, dentro la lista municipalista Candidatura Activa del Figaró (CAF). En noviembre de 2017 se dieron a conocer las listas de la coalición Catalunya en Comú-Podem a las elecciones al Parlamento de Cataluña de 2017. Parés ocupaba el número 9 por la circunscripción de Barcelona y, a la vez, formaba parte de la Comisión Ejecutiva de su partido. La candidatura obtuvo solo 8 escaños en esa provincia, por lo que no obtuvo acta de diputado. En marzo de 2019, el diputado Joan Josep Nuet anunció su intención de concurrir a las elecciones generales de 2019 en la candidatura de Esquerra Republicana de Catalunya, motivo por el que fue expulsado del grupo parlamentario de Catalunya en Comú-Podem; posteriormente renunció su acta de diputado en el Parlament. Parés fue el sustituto. Asimismo, es miembro de la ejecutiva de Catalunya en Comú.

## Trayectoria profesional
Profesor de Geografía en la Universidad Autónoma de Barcelona (UAB), lleva varios años dedicado a la docencia. Desde el año 2014, es también coordinador del grupo de investigación Urban Governance, Commons, Internet and Social Innovation (URGOCIS, por sus siglas en inglés), perteneciente a la UAB y al Instituto de Gobierno y Políticas Públicas. Desde 2002 Parés tiene más de 70 publicaciones destacadas, como libros y artículos de diversa índole. Ha sido también profesor de la Universidad Autónoma de Barcelona de varias asignaturas relacionadas con el campo de la geografía.